# Tetsudōin
Tetsudōin é um filme de drama japonês de 1999 dirigido e escrito por Yasuo Furuhata. Foi selecionado como representante do Japão à edição do Oscar 2000, organizada pela Academia de Artes e Ciências Cinematográficas.

## Elenco
- Ken Takakura: Otomatsu Satō
- Shinobu Otake: Shizue Satō
- Ryōko Hirosue: Yukiko Satō
- Hidetaka Yoshioka: Hideo Sugiura
- Masanobu Ando: Toshiyuki Yoshioka
- Ken Shimura: Hajime Yoshioka
- Tomoko Naraoka: Mune Katō
- Yoshiko Tanaka: Akiko Sugiura
- Nenji Kobayashi: Senji Sugiura